# Gustavo de Simone
Gustavo de Simone (* 23. April 1948) ist ein ehemaliger uruguayischer Fußballspieler und -trainer.

## Spielerkarriere

### Verein
Defensivakteur de Simone debütierte 1969 bei Defensor in der Primera División. Dem Verein gehörte er bis 1976 an. In den Jahren 1969 bis 1972 wird er dabei auf der Internetseite des Vereins explizit als Stammspieler ausgewiesen, während für die nachfolgenden Jahre diesbezüglich dort keine Aussage getroffen wird. Bei den Montevideanern nahm er auch an der Tournee des Vereins im Jahre 1972 durch Mexiko, Zentralamerika und Venezuela teil. 1976 wechselte er zu den Chacarita Juniors.

### Nationalmannschaft
De Simone war Mitglied der A-Nationalmannschaft Uruguays, für die er von seinem Debüt am 1. Juli 1973 bis zu seinem letzten Einsatz am 27. April 1974 acht Länderspiele absolvierte. Ein Länderspieltor erzielte er nicht. De Simone nahm mit Uruguay an der Weltmeisterschaft 1974 in der Bundesrepublik Deutschland teil. Im Verlaufe des Turniers kam er allerdings nicht zum Einsatz.

## Trainerlaufbahn
Nach seiner aktiven Karriere war de Simone ab Ende der 1970er Jahre auch als Trainer tätig. Unter anderem betreute er von 1987 bis 1989 die Nationalmannschaft Costa Ricas. Bereits 1992, aber mindestens erneut 1995 war er Nationaltrainer von Panama. Die Nationalmannschaft der Mittelamerikaner spielte seinerzeit eine besonders erfolglose WM-Qualifikation und rangierte lediglich auf dem 150. Rang der FIFA-Weltrangliste. Im Juli 2003 übernahm er das Traineramt bei CD Luis Ángel Firpo. Ab September 2007 ist einer Karrierestation als Coach des costa-ricanischen Zweitligisten Belén verzeichnet. Claudio Jara fungierte dort als de Simones Co-Trainer. In der Apertura 2008 war er Trainer bei Atlético Balboa in El Salvador und wurde nach einem außergewöhnlich erfolglosen Engagement bereits am 6. Spieltag nach einer 3:7-Niederlage gegen Juventud Independiente in San Juan Opico entlassen. Außerdem bekleidete er die Trainerposition bei Vereinen in den USA, Taiwan, Kolumbien, bei den Vereinen Cartago und Heredia in Costa Rica sowie zwei Jahre beim spanischen Klub Jerez.

## Sonstiges
Im Jahre 2003 hatte er bereits seit 18 Jahren seinen Lebensmittelpunkt in Cartago.